# ドミティア・レピダ
ドミティア・レピダ （Domitia Lepida, 紀元前10年 - 54年）は、ユリウス＝クラウディウス朝の皇族の女性。
父はルキウス・ドミティウス・アヘノバルブス、母は大アントニア。兄には、後のローマ皇帝ネロの実父グナエウス・ドミティウス・アヘノバルブスがいる。アウグストゥスの姪孫にあたり、他の皇族の女性と同じく政略結婚を繰り返す事となる。
ドミティアは3回結婚をしている。まず15年頃にマルクス・ウァレリウス・メッサッラ・バルバトゥスと結婚、メッサリナを生む。20年にバルバトゥスが死去、そしてスッラの子孫であるファウストゥス・コルネリウス・スッラ・ルクッルスと結婚、ファウストゥス・コルネリウス・スッラ・フェリクスを生む。そしてこの息子がクラウディウスの娘と結婚する。2人目の夫スッラ・ルクッルスに先立たれるとドミティアはガイウス・アッピウス・ユニウス・シラヌスと結婚する。しかしシラヌスは40年にクラウディウスによって処刑された。何が起こったのか正確には誰も知らないが、メッサリーナが彼女の誘いを断った彼を罠にはめたという噂が広まった。
48年に娘メッサリナが愛人と共謀してクラウディウスを暗殺しようとして処刑されると、彼女の遺体はドミティアのもとに送られた。
レピダの元義理の妹、小アグリッピナは、西暦 49年にクラウディウスの新しい妻になりました。嫉妬から、アグリッピナはレピーダが処刑されるように仕向けた。アグリッピナは、レピダが魔法で彼女の命を奪おうとしたこと、ローマの平和を乱したこと、カラブリアの奴隷団を統制できなかったことを非難しました。アグリッピナは、レピダがネロに対する「親切な」影響力を利用して、彼を母親に敵対させるだろうと考えました。

## 家族
- 大アントニア：母
- メッサリナ：娘
- ファウストゥス・コルネリウス・スッラ・フェリクス：息子